# جاسم
جاسم (به عربی: جاسم ) یک منطقهٔ مسکونی در سوریه است که در شهرستان ازرع واقع شده‌است.

## سرشناسان
- ابتسام الصمادی،  (۱۹۵۵) شاعر و دانشگاهی. [۲]

## خصوصیات
جاسم ۳۱٬۶۸۳ نفر جمعیت دارد و ۷۴۷ متر بالاتر از سطح دریا واقع شده‌است.